# Albert Victor Bäcklund
Albert Victor Bäcklund (Höganäs, 11 gennaio 1845 – Lund, 23 febbraio 1922) è stato un matematico svedese.

## Biografia
Nacque nella Contea della Scania, nel sud della Svezia e studiò presso l'Università di Lund nel 1861. Nel 1864 iniziò a lavorare per l'osservatorio dell'università, e ricevette il suo dottorato di ricerca nel 1868 lavorando su un metodo per ottenere la latitudine delle osservazioni astronomiche. Fu professore associato di Meccanica e Fisica Matematica nel 1878, e fu eletto membro dell'Accademia Svedese delle Scienze nel 1888. Nel 1897 divenne professore ordinario.
Nel 1874 gli è stata conferita una borsa di studio per viaggiare all'estero per sei mesi. Andò alle università di Lipsia e Erlangen nel quale fece il professore con Felix Klein e Ferdinand von Lindemann.
La sua opera più importante è stata nel campo delle trasformazioni introdotte da Sophus Lie.